# گوری خان
گوری خان (انگلیسی: Gauri Khan؛ زادهٔ ۸ اکتبر ۱۹۷۰) تهیه‌کننده اهل هند است.
او از سال ۱۹۹۱ تاکنون همسر شاهرخ خان ستاره بالیوود است. گوری شدیداً با بازیگری وی مخالف بود و اصلاً نمی‌خواست تا شاهرخ خان در سینما پا بگیرد اما پس از موفقیت اولین فیلم وی و تکرار این موفقیت در کارهای بعدی، آن‌ها در بمبئی مستقر گشتند. آنها سه فرزند دارند: پسر بزرگشان آریان و دخترشان سوهانا نام دارد. برای تولد فرزند سوم به نام آبراهام از یک مادر میانجی استفاده کردند.